# Sông Columbia
Sông Columbia (còn được biết đến là Wimahl hay sông Big (sông lớn) đối với người Mỹ bản địa nói tiếng Chinook sống trên những khu vực thấp nhất gần dòng sông) là con sông lớn nhất vùng Tây Bắc Thái Bình Dương của Bắc Mỹ. Nó được đặt theo tên của Columbia Rediviva, con tàu đầu tiên từ thế giới phương tây được ghi nhận đã du hành lên dòng sông này. Dòng sông kéo dài từ tỉnh bang British Columbia của Canada đi qua tiểu bang Washington của Hoa Kỳ; hình thành phần lớn ranh giới giữa tiểu bang Washington và Oregon trước khi đổ ra Thái Bình Dương. Con sông dài 2.000 km (1.243 dặm Anh), và lưu vực nhận nước là 668.217 km² (258.000 dặm vuông).
Tính theo lưu lượng nước, sông Columbia là con sông lớn nhất chảy vào Thái Bình Dương từ Bắc Mỹ và là con sông lớn thứ tư tại Hoa Kỳ. Dòng nước mạnh của sông và độ cao đổ xuống lớn trên một đoạn đường tương đối ngắn làm cho nó có tiềm năng rất lớn để sản xuất điện năng. Sông Columbia là con sông sản xuất thủy điện lớn nhất Bắc Mỹ với 14 đập thủy điện tại Hoa Kỳ và Canada.
Sông Columbia và các sông nhánh của nó là nơi sinh sống của vô số các loại cá di cư giữa các sông nhánh nước ngọt nhỏ và Thái Bình Dương. Các loài cá này - đặc biệt là những loài thuộc nhiều nhóm cá hồi khác nhau - đã và đang là phần quan trọng của hệ sinh thái sông và kinh tế địa phương trong hàng ngàn năm qua.
Việc khai thác dòng sông để phục vụ con người và một số trường hợp ô nhiễm công nghiệp đã rất nhiều lần đi ngược với việc bảo tồn hệ sinh thái kể từ khi người Mỹ và người châu Âu bắt đầu đến định cư trong khu vực này trong thế kỷ 18. Việc "lợi dụng dòng sông" như trong văn hóa bình dân của thế kỷ 20 thường diễn tả bao gồm việc nạo vét đáy sông cho tàu thuyền lớn lưu thông, sản xuất năng lượng nguyên tử, nghiên cứu và chế tạo vũ khí nguyên tử, xây đập sản xuất thủy điện, tưới tiêu, hàng hải, và kiểm soát lụt lội.

## Lưu vực sông

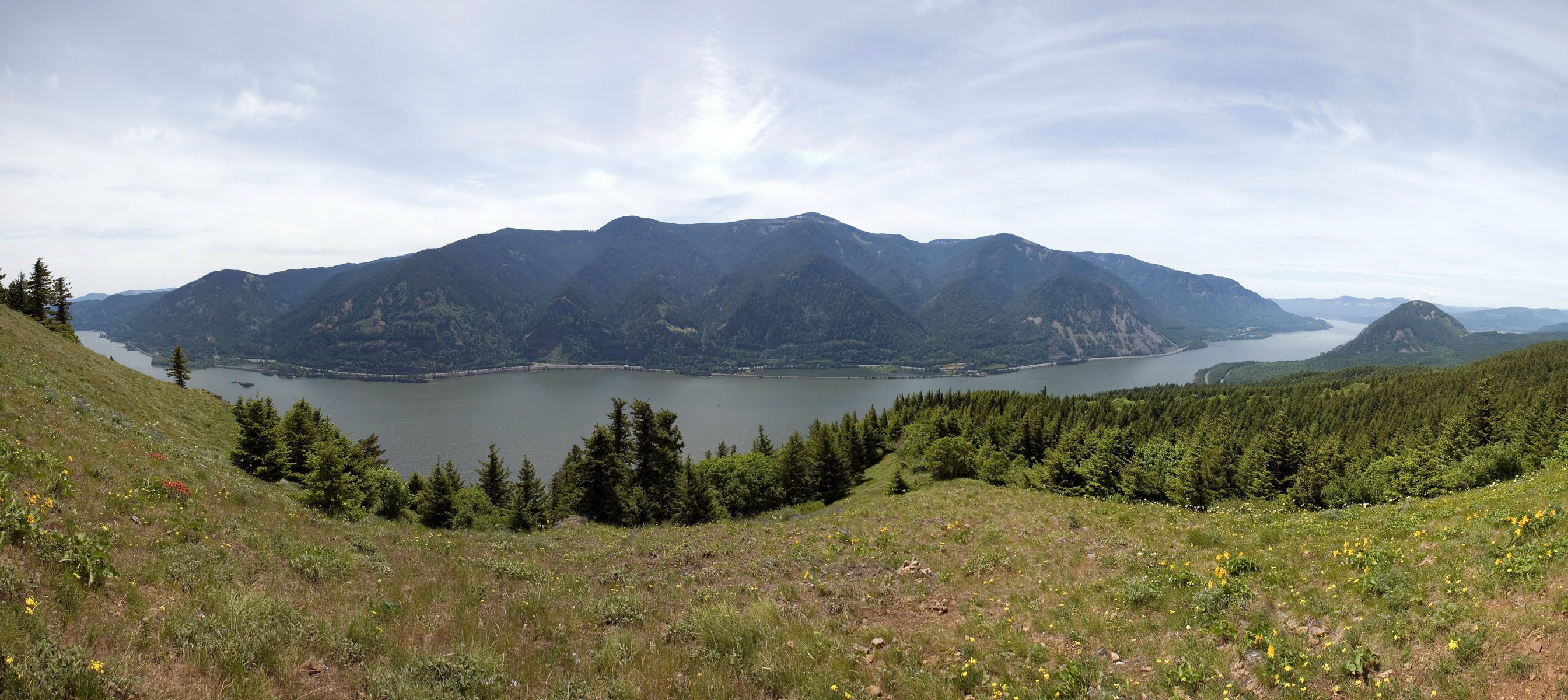
Hẻm núi sông Columbia nhìn từ núi Dog ("Núi Chó") thuộc tiểu bang Washington

Với lưu lượng nước chảy trung bình hàng năm khoảng 7.500 m³/s (265.000 ft³/s), sông Columbia là sông lớn nhất tính theo lượng nước chảy vào Thái Bình Dương từ Bắc Mỹ, và là con sông lớn thứ tư của Hoa Kỳ. Tính theo lưu vực nhận nước và chiều dài thì sông Columbia lần lượt đứng hạng 6 và hạng 12 tại Hoa Kỳ. Lưu lượng nước chảy kỷ lục lớn nhất của sông là 35.113 m³/s (1.240.000 ft³/s) vào tháng 6 năm 1984. Con sông chảy trên đoạn dài 2.000 km (1.243 dặm Anh) từ đầu nguồn đến Thái Bình Dương, trong đó 1.199 km (745 dặm) là trên lãnh thổ Hoa Kỳ, nhận nước từ lưu vực rộng khoảng 673.400 km² (260.000 dặm vuông), trong đó khoảng 85% là trong lãnh thổ Hoa Kỳ. Lưu vực nhận nước của sông bao phủ gần như cả tiểu bang Idaho, nhiều phần lớn của tỉnh bang British Columbia, tiểu bang Oregon, tiểu bang Washington, và phần nhỏ một số các tiểu bang lân cận.
Hồ Columbia nằm ở cao độ 808 mét (2.650 ft) hình thành thượng nguồn của sông Columbia trong dãy núi Rocky phía Canada ở miền nam tỉnh bang British Columbia (tên tỉnh bang này xuất phát gián tiếp từ tên dòng sông). Trong khoảng 320 km (200 dặm) đầu tiên, sông Columbia chảy theo hướng tây bắc qua hồ Windermere và thị trấn Invermere rồi theo hướng tây bắc đến Golden vào trong hồ Kinbasket. Sau đó con sông uốn gập về hướng nam (tại "Big Bend" hay là "khúc quanh lớn"), đi qua hồ Revelstoke và các hồ Arrow đến thành phố Castlegar nằm trên nơi hợp lưu giữa sông Columbia với hạ lưu sông Kootenay và là một trong ba trung tâm chính của vùng Tây Kootenay, với Nelson nằm gần hồ Kootenay và Trail ngay ở hạ nguồn, gần nơi hợp lưu của sông Columbia với sông Pend Oreille ngay phía bắc biên giới Hoa Kỳ-Canada.
 Con sông tạo thành ranh giới phía nam và phía đông của Khu dành riêng cho người bản thổ Colville, và ranh giới phía tây của Khu dành riêng cho người bản thổ Spokane.
Sau đó sông Columbia uốn khúc qua vùng đất địa chất bào mòn của Đông Washington chảy về hướng tây nam rồi quay về hướng nam sau đó về hướng đông nam gần nơi hợp lưu với sông Wenatchee trong Trung Washington. Đoạn chữ C của dòng sông còn được biết tên là "Big Bend" có nghĩa là "khúc quanh lớn"; trong Các trận lụt Missoula (10.000 đến 15.000 năm trước đây), phần nhiều nước theo con đường trực tiếp hơn chảy về phía nam qua Grand Coulee mà sau các trận lụt trở nên khô cạn cho đến khi đập Grand Coulee được xây giữa thế kỷ 20.
Con sông chảy ngang qua Sân khấu ngoài trời Gorge nổi tiếng ở Tây Bắc — và rồi chảy qua Khu nghiên cứu hạt nhân Hanford. Sông Snake nhập vào sông Columbia tại khu vực Tri-Cities. Hanford Reach, một đoạn sông Columbia giữa Đập Ghềnh thác Priest và Tri-Cities, là đoạn phía Hoa Kỳ duy nhất của dòng sông được để chảy tự do mà không bị chắn bởi các con đập. Sông Columbia tạo khúc cong đột ngột về phía tây tại ranh giới Washington-Oregon. Sông tạo ranh giới giữa hai tiểu bang trong khoảng 480 km cuối (300 dặm) hành trình của nó trước khi đổ ra biển.
Con sông này là một trong ba con sông duy nhất chảy xuyên qua dãy núi Cascade (hai con sông kia là sông Klamath phía nam Oregon và sông Pit phía bắc California) ngay khoảng giữa The Dalles, Oregon và Portland hình thành hẻm núi sông Columbia. Hẻm núi này nổi tiếng vì có gió đều đặn và mạnh, có phong cảnh đẹp, và là một nút giao thông quan trọng.
Sông tiếp tục chảy về hướng tây, uốn khúc đột ngột về hướng bắc-tây bắc giữa Portland, Oregon và Vancouver, Washington tại nơi hợp lưu với sông Willamette. Tại đây sông chảy khá chậm và rồi đổ ra Thái Bình Dương ngay sau khi đi qua Astoria, Oregon tại cồn cát Columbia. Cồn cát này là một bãi cát nông thấp khiến cho cửa sông là một trong những khu vực nguy hiểm nhất cho tàu bè đi lại trên thế giới.

## Địa chất

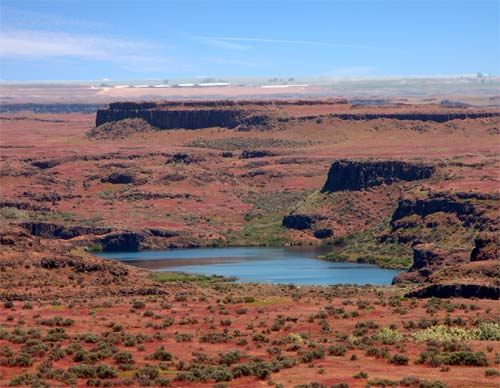
Các kênh tự nhiên Drumheller là một phần vùng đất bị xâm thực được hình thành bởi các trận lụt Missoula

Hoạt động núi lửa trong khu vực diễn ra khoảng 40 triệu năm trước vào thế Eocen đã tạo thành phần nhiều cảnh quan mà sông Columbia chảy qua. Vào thế Pleistocen (thời kỳ băng hà gần đây, 2 triệu đến 700.000 năm trước đây), con sông đã xuyên phá được dãy núi Cascade hình thành hẻm núi sông Columbia.
Con sông cùng với lưu vực nhận nước của nó đã trải qua một số trận lụt vĩ đại của thế giới được biết đến về cuối thời kỳ băng hà gần đây. Sự tan định kỳ các đập băng ở hồ băng Missoula tạo ra lượng nước gấp 10 lần lượng nước chảy của tất cả các con sông trên thế giới cộng lại cũng như gấp 40 lần trên khoảng thời gian 1.000 năm.
Các mực nước trong các trận lụt Missoula đã được ước tính vào khoảng 381 m (1.250 ft) tại hẻm Wallula, 253 m (830 ft) tại đập Bonneville, và 122 m (400 ft) trên Portland, Oregon ngày nay. Sự tràn ngập nước định kỳ từ các trận lụt trên vùng thấp hơn của cao nguyên sông Columbia đã tích tụ nhiều trầm tích dưới các hồ tạo nên lớp phù sa giàu khoáng chất giúp cho nông nghiệp phát triển thời nay. Chúng cũng hình thành nhiều đặc điểm địa chất bất thường như vùng đất bị xâm thực có nhiều kênh tự nhiên ở Đông Washington.

## Người bản xứ của dòng sông
Con người đã sinh sống trong vùng Lưu vực sông Columbia trên 10.000 năm. Trong thập niên 1990, xương cốt của một người (được gọi là Người Kennewick) được tìm thấy gần Kennewick, Washington và được xác định niên đại là thuộc thiên niên kỷ 8 trước công nguyên. Việc khám phá này đã kích thích một cuộc tranh luận trong cộng đồng khoa học về nguồn gốc của con người sống tại Bắc Mỹ, và cũng nhóm lên một cuộc tranh cãi kéo dài về vấn đề cộng đồng người bản thổ Mỹ hay cộng đồng khoa học có quyền giữ và/hay nghiên cứu những xương cốt người này.
Thác Celilo là một trung tâm văn hóa và kinh tế trong khoảng 10.000 năm; các thương nhân đã tụ về đây từ khắp miền tây Bắc Mỹ để trao đổi mua bán, bị lôi cuốn phần nhiều bởi lượng cá hồi dồi dào. Việc xây dựng Đập The Dalles trong giữa thế kỷ 20 đã khiến một cộng đồng thịnh vượng người bản thổ Mỹ phải di trú nơi khác; sự tiên đoán của Công binh Lục quân Hoa Kỳ về một nền kinh tế tươi sáng và đầy việc làm dọc theo con sông đã không xảy ra.
Một số bộ lạc người bản thổ Mỹ vẫn tiếp tục hiện diện ngày nay cũng như trong lịch sử trên sông Columbia. Người Sinixt sống trên phần đất Canada; người Colville, Spokane, Yakama, Nez Perce, Umatilla, các bộ lạc Warm Springs sống dọc theo dòng sông thuộc Hoa Kỳ. Dọc thượng nguồn sông Snake và sông Salmon có các bộ lạc Shoshone Bannock. Gần hạ lưu sông Columbia có các bộ lạc Cowlitz và Chinook. Các bộ lạc Yakama, Nez Perce, Umatilla, và Warm Springs đều có hiệp ước được quyền đánh bắt cá dọc theo sông Columbia và những con sông nhánh.

## Thế giới thám hiểm dòng sông

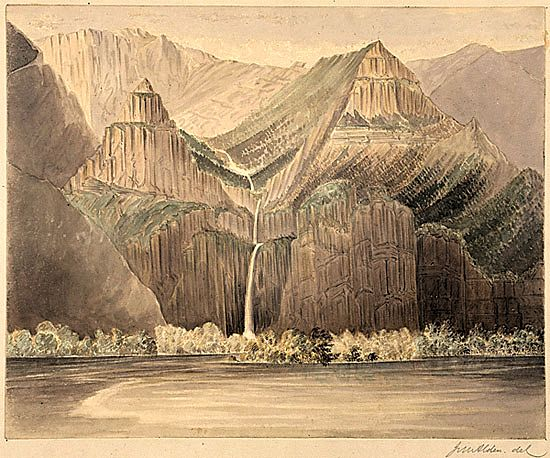
Dãy núi Cascade trên sông Columbia

Năm 1775, Bruno de Heceta trở thành người châu Âu đầu tiên khám phá ra cửa sông Columbia. Theo khuyến cáo của các sĩ quan của mình, ông đã không thám hiểm dòng sông vì ông thiếu nhân lực và dòng nước rất mạnh. Ông xem nó như là một cái vịnh và gọi nó là Ensenada de Asuncion. Sau này những bản đồ Tây Ban Nha dựa vào khám phá của ông đã có ghi rõ một con sông được ghi chú là Rio de San Roque.
Thuyền trưởng buôn da thú người Anh là John Meares tìm con sông dựa vào các bản báo cáo của Heceta năm 1788. Ông đọc sai chi tiết luồng sông và kết luận rằng con sông thật sự không tồn tại. Trung tá Hải quân Hoàng gia Anh là George Vancouver đi tàu ngang qua cửa sông vào tháng 4 năm 1792 và quan sát thấy sự thay đổi màu sắc của nước nhưng ông chấp nhận báo cáo của Meares và tiếp tục chuyến hành trình của mình.
Ngày 11 tháng 5 năm 1792, Thuyền trưởng Robert Gray của Mỹ đã tiến hành đi thuyền vào sông Columbia và trở thành nhà thám hiểm đầu tiên đi vào con sông. Gray đã du hành đến Tây Bắc Thái Bình Dương để trao đổi mua bán da thú trên một con tàu tư nhân tên là Columbia Rediviva; ông đặt tên con sông này theo tên của chiếc tàu. Gray lưu lại 9 ngày mua bán gần cửa sông, rồi bỏ đi mà không tiến xa hơn 21 km (13 dặm) lên thượng nguồn. Chẳng bao lâu sau đó Vancouver biết rằng Gray đã tuyên bố là đã tìm được con sông có thể lưu thông và chính Vancouver đã tự đi điều tra. Tháng 10 năm 1792, Vancouver phái đại úy hải quân William Robert Broughton, người chỉ huy thứ hai sau ông, đi ngược lên dòng sông. Broughton đi thuyền ngược dòng khoảng vài dặm rồi tiếp tục cuộc hành trình bằng xuồng nhỏ. Ông đi xa đến tận Hẻm núi sông Columbia khoảng 160 km (100 dặm Anh) ở thượng nguồn. Ông nhìn thấy và đặt tên núi Hood cũng như mũi đất Vancouver, gần thành phố Vancouver, Washington ngày nay. Ông cũng chính thức tuyên bố chủ quyền con sông, lưu vực và duyên hải xung quanh của nó cho Vương quốc Anh. Việc khám phá ra sông Columbia của Gray được Hoa Kỳ dùng để củng cố tuyên bố chủ quyền của mình đối với Xứ Oregon mà cũng bị Nga, Vương quốc Anh, Tây Ban Nha và các quốc gia khác tuyên bố chủ quyền.
Những nhà thám hiểm Pháp gọi sông Columbia là Ouragan (có nghĩa là: "bão táp"). Từ này là một trong các từ ngữ có vẻ hợp lý về nguồn gốc của tên gọi Oregon.

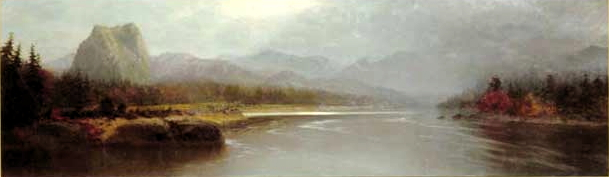
Sông Columbia, dãy núi Cascade, Oregon (1876) của Vincent Colyer

Hai nhà thám hiểm Mỹ Lewis và Clark đã vẽ biểu đồ những vùng đất rộng lớn phía tây của sông Missouri mà chưa có trên các bản đồ và họ du hành xuống sông Columbia trên chặng cuối cuộc hành trình của họ năm 1805. Họ thám hiểm xa về phía thượng nguồn tới Đảo Bateman gần Tri-Cities, Washington ngày nay. Chuyến đi của họ kết thúc tại cửa sông.
Nhà thám hiểm Canada David Thompson của Công ty North West đã sống qua mùa đông 1807–1808 tại Kootenae House gần thượng nguồn của sông Columbia ở Invermere, British Columbia ngày nay. Năm 1811, ông du hành theo sông Columbia đến Thái Bình Dương và trở thành người Âu-Mỹ đầu tiên đi hết chiều dài của con sông.
Năm 1825, nhân danh Công ty Hudson's Bay, bác sĩ John McLoughlin thiết lập Đồn Vancouver (hiện nay là Vancouver, Washington) trên bờ sông Columbia làm tổng hành dinh mậu dịch tại vùng này. Vào thời đó, đồn Vancouver là khu định cư của người châu Âu lớn nhất trong vùng tây bắc. Mỗi năm, tàu thuyền đến từ London (qua ngả Thái Bình Dương) đưa đồ tiếp liệu và hàng hóa mua bán để đổi lấy da thú. Đối với nhiều người dân định cư, đồn trở thành chặng dừng chân cuối cùng trên đường mòn Oregon để mua tiếp liệu và đất trước khi bắt đầu dựng nghiệp của mình tại đây. Vì nó nằm ngay thủy lộ đi lên sông Columbia, tầm ảnh hưởng của Đồn Vancouver đã vươn tới từ Alaska đến California và từ dãy núi Rocky đến quần đảo Hawaii.
Bước sang thế kỷ 20, sự khó khăn trong việc đi lại bằng tàu thuyền trên sông Columbia được xem là một trở ngại trong việc phát triển kinh tế vùng Vương quốc Nội địa phía đông Dãy núi Cascade. Việc nạo vét và xây đập theo sau đó đã vĩnh viễn thay đổi dòng sông, ngăn chặn dòng chảy tự nhiên của nó nhưng cũng mang lại lợi ích là sản xuất điện, thủy lợi tưới tiêu hoa màu, lưu thông trên sông và những lợi ích khác nữa đối với vùng này.

## Lưu thông trên sông

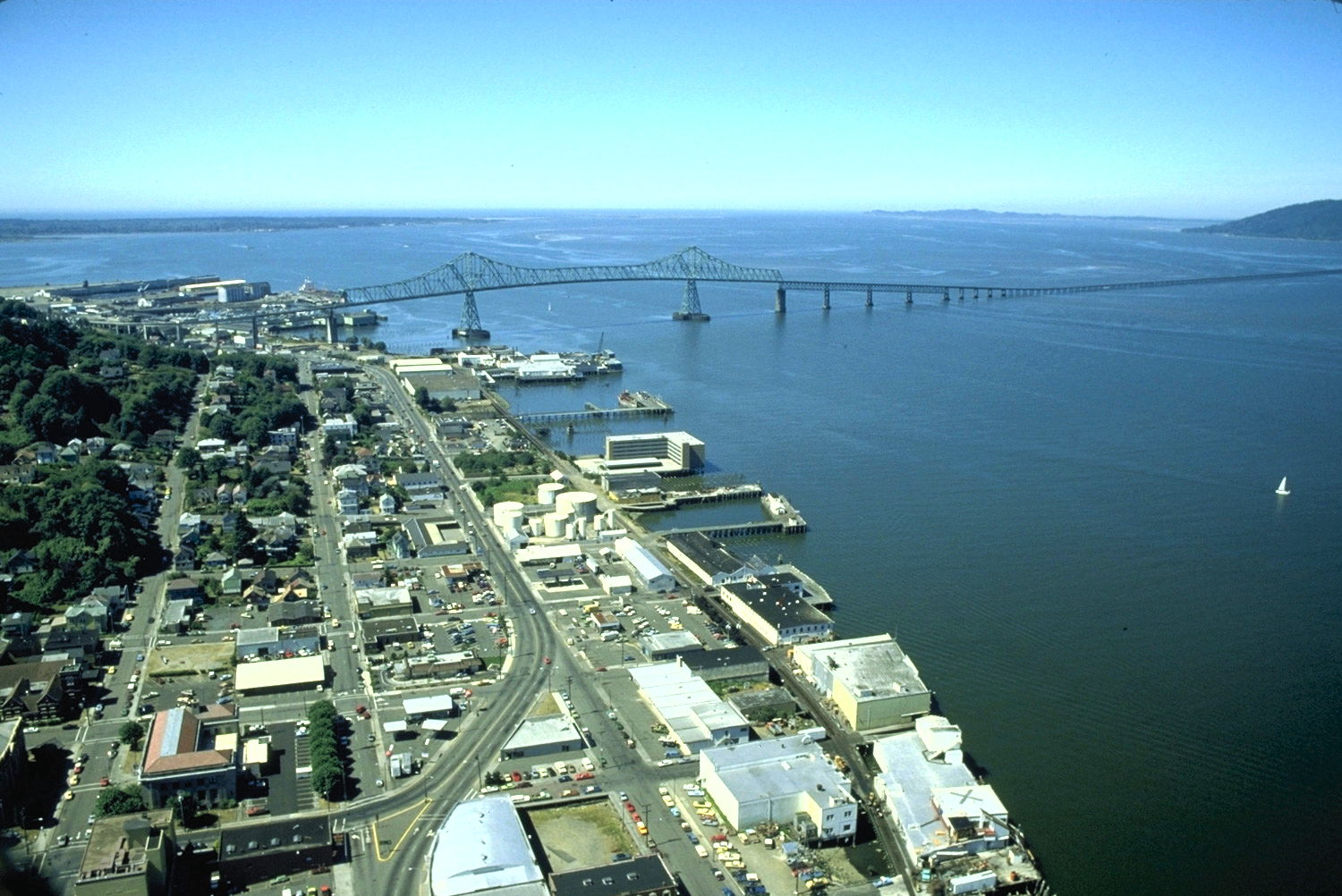
Cửa sông Columbia chỉ băng ngay qua Astoria, Oregon; tàu thuyền phải lưu thông qua Cồn cát Columbia hiểm trở (gần đường chân trời, không thấy trong hình này) để ra vào sông.

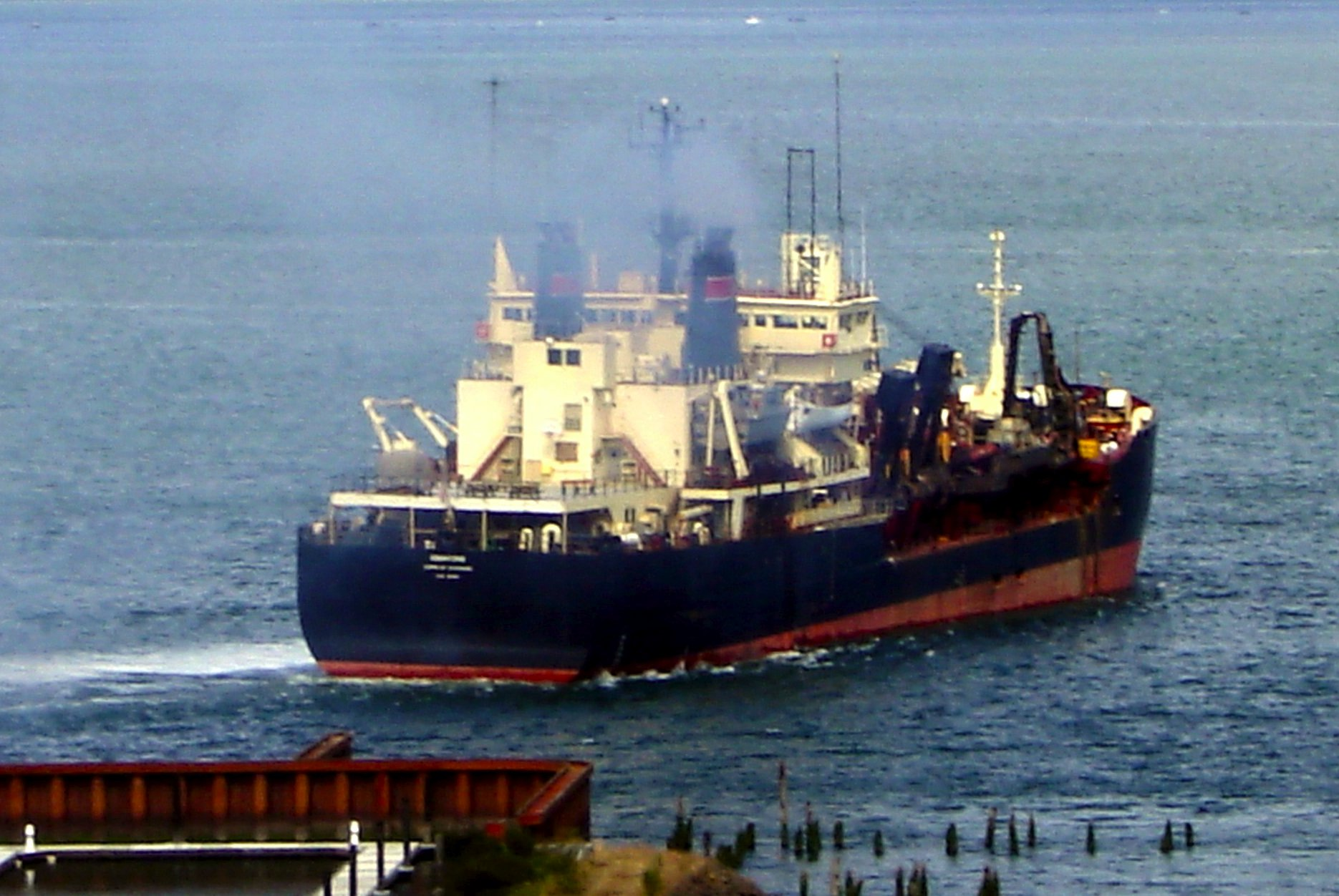
Essayons, một tàu nạo vét luồng sông của Công binh Lục quân Hoa Kỳ hiện thời đang được sử dụng trên sông Columbia

Thuyền trưởng Mỹ Robert Gray là người tây phương đầu tiên thành công vượt qua Cồn cát Columbia và đi vào sông trong chuyến hành trình của ông năm 1792. Theo sau ông ít lâu là Đại tá hải quân Anh George Vancouver, người đã thám hiểm con sông lên tận nơi hợp lưu với sông Sandy; hai sự kiện này rất nổi bật trong việc tuyên bố chủ quyền của cả Vương quốc Anh và Hoa Kỳ đối với Xứ Oregon.
Việc sử dụng tàu hơi nước bắt đầu vào năm 1850, đã góp phần vào việc định cư nhanh và phát triển kinh tế vùng này. Tàu hơi nước hoạt động tại một số nơi: trên những vùng thấp của con sông từ Thái Bình Dương đến ghềnh thác Cascades, từ dãy núi Cascade đến thác Celilo, và từ Celilo đến nơi hợp lưu với sông Snake; trên vùng Wenatchee phía đông của tiểu bang Washington; trên các hồ Arrow của tỉnh bang British Columbia; và trên các sông nhánh như sông Willamette và sông Snake. Tàu thuyền, ban đầu chạy bằng củi đốt, chở cả người và hàng hóa khắp vùng trong nhiều năm. Các tuyến xe lửa phục vụ nối liền các thủy lộ nơi mà tàu hơi nước không chạy được vì thác nước ngăn cách trên những vùng phía dưới thấp của con sông. Trong thập niên 1880, các tuyến xe lửa của các công ty như Công ty Thủy lộ và Đường sắt Oregon (Oregon Railroad and Navigation Company) và Công ty Vận tải Shaver bắt đầu cung cấp thêm dịch vụ tàu hơi nước như các kết nối giao thông chính dọc theo con sông.
Việc cải biến sông Columbia nhằm làm cho giao thông đường thủy dễ dàng hơn đã được tiên liệu vào đầu năm 1881, và tiếp tục đến ngày nay. Cồn cát Columbia, một bãi cát luôn thay đổi ở cửa sông làm cho lưu thông giữa sông và Thái Bình Dương khó khăn và nguy hiểm. Thêm vào đó có vô số các ghềnh thác dọc con sông làm cho việc đi lại bằng đường thủy trên sông gặp nhiều trắc trở. Việc biến đổi con sông đã bao gồm việc xây dựng các vách ngăn hay đê chắn sóng để giữ cho lòng sông không bị dịch chuyển theo thời gian ở tại cửa sông, nạo vét lòng sông, và xây dựng các kênh và âu thuyền.
Các vách ngăn và đê chắn sóng đầu tiên được xây vào năm 1886  đã nới rộng thủy lộ của con sông vào trong đại dương. Dòng chảy và các bãi cát đang dịch chuyển phía bên dưới mặt nước vẫn là một mối đe dọa đối với tàu thuyền đi vào sông vì thế các vách chắn và đê chắn sóng luôn được bảo trì. Ngày nay, các tàu chở hàng đại dương có thể chạy xa lên thượng nguồn đến Portland và Vancouver, và các xà lan có thể đi vào sâu nội địa tới tận Lewiston, Idaho và Đông Washington.
Các âu thuyền được xây đầu tiên vào năm 1896 quanh Ghềnh thác Cascade, giúp tàu thuyền đi an toàn qua hẻm núi sông Columbia. Kênh Celilo đi ngang qua Thác Celilo được mở cho lưu thông vào năm 1915.
Năm 1891, sông Columbia được nạo vét luồng để gia tăng việc chở hàng hóa; luồng sông giữa đại dương và Portland/Vancouver được vét sâu từ 5,2 mét (17 ft) đến 7,6 mét (25 ft). Nhật báo The Columbian đã kêu gọi vét sâu lòng sông đến 12,2 mét (40 ft) vào đầu năm 1905 nhưng độ sâu đó không đạt được cho đến năm 1976.
Trong giữa thế kỷ 20, việc xây dựng các con đập đã nhận chìm các thác nước gần một loạt các hồ chứa nước, và các âu thuyền đã cho phép các con tàu và xà lan đi qua dễ dàng từ hồ chứa nước này sang hồ chứa nước khác. Một kênh lưu thông chạy dài tới Lewiston, Idaho dọc theo sông Columbia và sông Snake được hoàn thành năm 1975.
Sự kiện Núi lửa St. Helens phun vào năm 1980 đã gây ra các vụ đất lở trong khu vực làm giảm độ sâu của sông Columbia xuống còn 7,6 mét (25 ft) trong một đoạn dài 6,5 km (4 dặm) khiến làm ngưng trệ nền kinh tế của Portland.
Năm 1999, Quốc hội Hoa Kỳ cho phép nạo vét phần hạ lưu sông Columbia giữa Portland và Astoria từ 12 đến 13 mét (40–43 ft). Độ sâu 13 mét sẽ giúp cho các tàu thuyền vận tải lớn hay tàu chở ngũ cốc có thể tới Portland và Vancouver.
Tuy nhiên dự án này bị chống đối vì quan ngại rằng nó sẽ khuấy động các chất cặn bã độc hại nằm dưới lòng sông. Nhóm hoạt động môi trường Tây Bắc có trụ sở ở Portland đã nộp đơn kiện chống Công binh Lục quân Hoa Kỳ nhưng đã bị tòa Phúc thẩm Hoa Kỳ bác bỏ đơn kiện vào tháng 8 năm 2006.
Dự án bao gồm nhiều biện pháp giảm bớt hư hại môi trường; thí dụ, cứ mỗi 4.000 m² (1 mẫu Anh) đất ngập nước bị hư hại bởi kế hoạch này thì Công binh Lục quân Hoa Kỳ phải tái tạo 49.000 m² (12 mẫu Anh) vùng đất ngập nước. Vào đầu năm 2006, Công binh Lục quân Hoa Kỳ đã làm đổ khoảng 189 L (50 gallon) dầu máy thủy lực xuống sông Columbia tạo ra nhiều lời chỉ trích từ các tổ chức môi trường.
Các cuộc nghiên cứu cho dự án này đã được tiến hành từ đầu năm 1990, và gây nhiều tranh cãi từ lúc khởi sự. Sau khi được chấp thuận vào năm 1999, việc thực hiện bắt đầu vào năm 2005, và hy vọng sẽ hoàn thành vào năm 2010. Chi phí của dự án được ước tính vào khoảng 150 triệu đô la. Chính phủ liên bang đóng góp 65%, Oregon và Washington mỗi tiểu bang đóng góp 27 triệu, và sáu cảng địa phương cũng tham gia đóng góp chi phí.

## Các con đập: "khai thác" dòng sông
Timothy Egan, trong The Good Rain

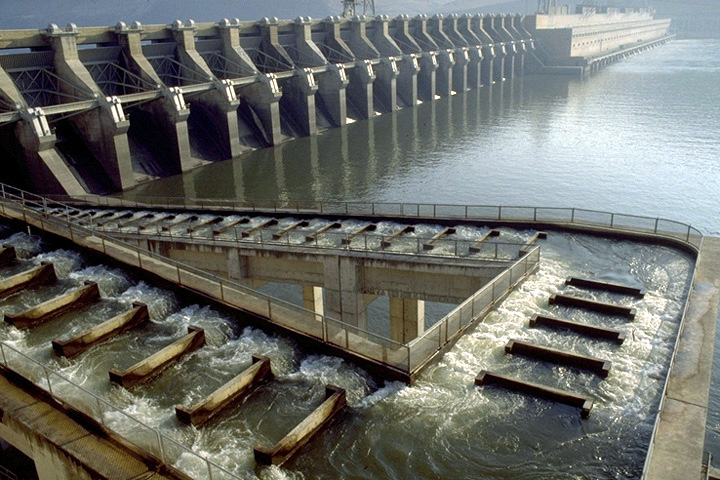
Thang cá tại Đập John Day giúp cá vượt qua đập nước để lên thượng nguồn

Năm 1902, Cục quản lý nguồn nước Hoa Kỳ được thành lập để giúp phát triển kinh tế các tiểu bang miền tây khô hạn. Nỗ lực ban đầu là Dự án Lòng chảo Columbia vùng Trung Washington nhằm xây các con đập để tưới tiêu hoa màu; với việc Chiến tranh thế giới thứ hai bùng nổ, việc tập trung xây đập đã chuyển sang sản xuất thủy điện. Các nỗ lực thủy lợi được tiếp tục sau chiến tranh.
Phát triển sông được thực hiện theo nền tảng của Hiệp ước Sông Biên giới Quốc tế giữa Hoa Kỳ và Canada. Trong thập niên 1960, Hoa Kỳ và Canada đã ký Hiệp ước sông Columbia. Canada đồng ý xây đập và cung cấp nơi làm hồ chứa nước và Hoa Kỳ đồng ý cung ứng trước phân nửa lợi ích năng lượng hạ nguồn ngày càng gia tăng của Hoa Kỳ được ước tính là 5 năm. Canada đáp ứng nghĩa vụ của mình theo hiệp ước bằng cách xây 3 đập (hai trên sông Columbia và một trên sông Duncan), đập cuối cùng xây xong vào năm 1973.
Ngày nay, dòng chính của sông Columbia có 14 đập (3 tại Canada, 11 tại Hoa Kỳ.) Bốn đập chính và bốn đập trên sông Snake thấp hơn có âu thuyền để cho phép tàu thuyền qua lại. Vô số các con sông nhánh của sông Columbia có đập dùng cho thủy điện và/hoặc tưới tiêu hoa màu. Các đập nhắm vào vô số những nhu cầu gồm có kiểm soát lũ lụt, giao thông đường thủy, điều hòa dòng chảy, giữ và giao nước, cải tạo đất công cộng và các khu dành riêng cho người bản thổ, và sản xuất thủy điện. Nhiều sông nhánh của sông cũng có đập; 4 trên Sông Snake thấp hơn có những âu thuyền, cho phép tàu thuyền đi từ đại dương lên đến Lewiston, Idaho.
Các con đập lớn hơn của Hoa Kỳ do chính phủ Hoa Kỳ làm chủ và quản lý (một số của Công binh Lục quân Hoa Kỳ, một số của Cục quản lý nguồn nước Hoa Kỳ), trong lúc khu vực công chánh và các công ty năng lượng tư nhân kiểm soát nhiều đập nhỏ hơn.
Việc dựng lên các con đập đã thay đổi ngoạn mục phong cảnh và hệ sinh thái của con sông. Có lúc sông Columbia là một trong những hệ thống sông sản sinh nhiều cá hồi nhất trên thế giới. Các khu vực đánh bắt cá trước đây, nổi bật nhất là thác Celilo ở phía đông hẻm núi sông Columbia, đã có dấu hiệu giảm sút đáng kể số lượng cá dọc theo sông Columbia trong thế kỷ qua. Sự hiện diện của các đập cùng với việc đánh bắt cá quá nhiều đã đóng vai trò chính trong việc giảm lượng cá hồi. Thang cá đã được xây dựng tại một số đập để giúp cá bơi ngược dòng lên nơi sinh sản. Đập Grand Coulee không có thang cá nào và hoàn toàn chặn đường của cá di cư lên nửa thượng lưu của hệ thống sông Columbia.

### Thủy lợi
Dự án Lưu vực sông Columbia của Cục quản lý nguồn nước Hoa Kỳ tập trung trên Lưu vực sông Columbia thường khô hạn nhưng có đất hoàng thổ phì nhiêu được tích tụ sau các trận lụt Missoula. Một số nhóm đã đưa ra những đề xuất cạnh tranh vào năm 1933, Tổng thống Franklin D. Roosevelt đã ký sắt lệnh cho phép thực hiện dự án này. Đập Grand Coulee là thành phần chính của dự án; khi hoàn thành, nó đã đưa nước từ sông Columbia lên vùng Grand Coulee trước kia bị khô hạn và hình thành Hồ Banks. Vào năm 1935, chiều cao dự tính của đập được tăng lên từ 60,96-91,44 mét (200-300 ft) đến 152,4 mét (500 ft). Chiều cao như thế đã mở rộng hồ đến tận biên giới với Canada; dự án đã phát triển từ quy mô địa phương thành một dự án chính cấp quốc gia.
Mục đích chính của dự án là cung cấp nước tưới tiêu cho hoa màu nhưng Chiến tranh thế giới thứ hai bùng nổ đã tạo ra nhu cầu cao về điện năng, chủ yếu là để sản xuất nhôm và phát triển vũ khí hạt nhận tại Trung tâm Hanford. Việc tưới tiêu bắt đầu vào năm 1951. Dự án cung cấp nước cho trên 2.000 km² (500.000 mẫu Anh) đất phì nhiêu nhưng khô hạn tại Trung Washington. Nước từ dự án đã chuyển đổi vùng này từ đất bỏ hoang thành một trung tâm nông nghiệp chính. Các nông sản gồm có táo, khoai tây, cỏ linh lăng, lúa mì, ngô, lúa mạch, hoa bia, đậu và củ cải đường.
Từ năm 1750, sông Columbia đã trải qua 6 lần khô hạn kéo dài nhiều năm. Lần khô hạn dài nhất là trong giữa thập niên 1800, kéo dài 12 năm với dòng chảy của sông giảm 20% dưới mức trung bình. Các nhà khoa học đã tỏ ra quan tâm đến việc một trận khô hạn như thế có thể gây ra hậu quả gì đối với nền kinh tế ngày nay của vùng mà phụ thuộc rất nhiều vào sông Columbia. Năm 1992–1993, một trận hạn hán nhỏ hơn đã làm ảnh hưởng đến những người nông dân, các nhà sản xuất thủy điện, các nhà vận tải thủy và các nhà quản lý động vật hoang dã.

### Thủy điện
Bài hát Roll on Columbia của Woody Guthrie, được viết theo ủy thác của Cục quản lý Năng lượng Bonneville
Dòng chảy mạnh và sự hạ độ cao rất lớn trên một khoảng cách ngắn đã làm cho sông Columbia có năng suất to lớn trong việc tạo thủy điện. Sông Columbia hạ thấp cao độ khoảng 0,41 mét/km (2,16 ft trên một dặm Anh); so sánh với sông Mississippi là 0,12 mét/km (0,65 trên một dặm Anh).
Trong khi thủy điện chỉ chiếm 6,5% năng lượng tại Hoa Kỳ, sông Columbia và các sông nhánh của nó cung cấp khoảng 60% năng lượng thủy điện của duyên hải miền tây. Lớn nhất trong 150 dự án thủy điện là Đập Grand Coulee và Đập Chief Joseph và cũng là các đập lớn nhất tại Hoa Kỳ; và trong số các đập lớn nhất trên thế giới.
Năng lượng thủy điện rẻ đã giúp hình thành công nghiệp sản xuất nhôm mở rộng, là ngành cần rất nhiều năng lượng. Năm 2000, Công ty Tây Bắc Hoa Kỳ (Northwestern United States) đã sản xuất đến 40% sản lượng nhôm tại Hoa Kỳ và 17% lượng nhôm thế giới. Nhưng việc hàng hóa hóa năng lượng trong đầu thập niên 2000, cộng với tình trạng khô hạn làm giảm công suất phát điện của dòng sông, đã gây tổn thất cho ngành công nghiệp này; vào năm 2003, Hoa Kỳ chỉ sản xuất được 15% sản lượng nhôm của thế giới. Nhiều doanh nghiệp sản xuất nhôm dọc theo sông Columbia nằm im chờ đợi hoặc phá sản.
Năng lượng vẫn tương đối rẻ dọc theo sông Columbia và trong những năm gần đây, các công ty kỹ thuật cao như Google đã bắt đầu di chuyển các phân bộ điều hành hoạt động máy chủ vào trong vùng này để sử dụng năng lượng rẻ.
Ở hạ lưu của Grand Coulee, hồ nước của mỗi con đập được Cục quản lý Năng lượng Bonneville, Công binh Lục quân Hoa Kỳ và vô số các Khu Công chánh tiểu bang Washington theo dõi và ấn định điều lệ cẩn thận để chắc chắn rằng các mục tiêu về dòng chảy, sự kiểm soát lụt lội và sản xuất điện đạt chỉ tiêu đề xuất. Càng ngày, các hoạt động sản xuất thủy điện được yêu cần hội đủ các tiêu chuẩn theo Luật về loài nguy cấp (Endangered Species Act) và những thỏa thuận điều hành các hoạt động để giảm thiểu tối đa hậu quả đối với cá hồi và các loài cá khác. Các nhóm đánh bắt cá ủng hộ việc phá bỏ 4 đập trên sông Snake, con sông nhánh lớn nhất của sông Columbia.
Năm 1941, Cục quản lý Năng lượng Bonneville thuê ca sĩ dân ca từ Oklahoma là Woody Guthrie viết các bài hát cho phim tài liệu quảng bá cho các ích lợi của thủy điện. Trong tháng Woody Guthrie du hành ở vùng này, ông đã viết ra 26 ca khúc và trở thành một phần quan trọng trong lịch sử văn hóa của vùng.

## Sinh thái và môi trường

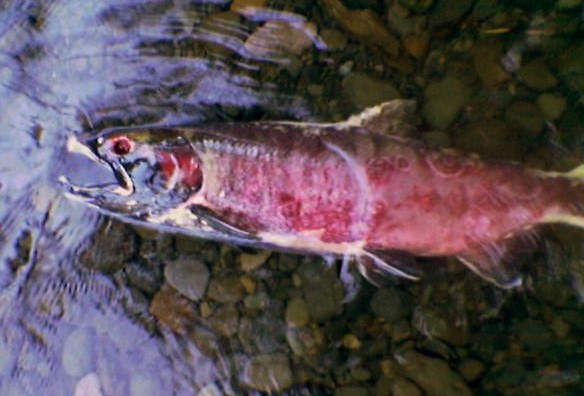
Trong vòng đời tự nhiên, cá hồi chết ngay sau khi đẻ trứng. Hình chụp tại Eagle Creek (Quận Multnomah, Oregon), tháng 11 năm 2007.

Sông Columbia giúp một số loài cá di cư di chuyển giữa Thái Bình Dương và các con sông nhánh nước ngọt của dòng sông. Cá hồi Coho, cá hồi Chinook và cá hồi ngũ sắc là cá sinh sống ở đại dương nhưng lại di cư ngược vào các con sông vào cuối vòng đời của chúng để đẻ trứng; cá tầm trắng, loài cá phải mất đến 25 năm để phát triển đến đủ kích cỡ, thông thường di cư giữa đại dương và nơi cư ngụ ở thượng nguồn vài lần trong vòng đời của chúng.
Việc khai thác gỗ và xây các con đập đã gây ảnh hưởng bất lợi cho những loài cá này. Thu hoạch gỗ làm ô nhiễm nước sông; Dự án Rừng Tây Bắc, một phần của luật liên bang từ năm 1994, đã bắt buộc các công ty gỗ xem xét đến những hậu quả về môi trường đối với việc điều hành các hoạt động của họ trên sông như sông Columbia.
Các con đập làm cản trở việc di cư của các loài cá di cư. Cá hồi và cá hồi ngũ sắc trở về suối mà chúng được sinh ra để đẻ trứng nhưng các con đập đã ngăn cản đường trở về của chúng. Một số đập trên sông Columbia có gắn thang cá cho phép cá di chuyển rất hiệu quả lên thượng nguồn; những đập khác như Đập Grand Coulee và một số sông nhánh hoàn toàn bít lối di cư của cá. Cá cũng được chuyên chở qua các đập trong một số trường hợp. Cá tầm có thói quen di cư khác hơn và có thể sống được mà không cần viếng thăm đại dương. Trong nhiều khu vực thượng nguồn bị chia cách với đại dương bởi các con đập, cá tầm chỉ sống phía thượng nguồn của đập.

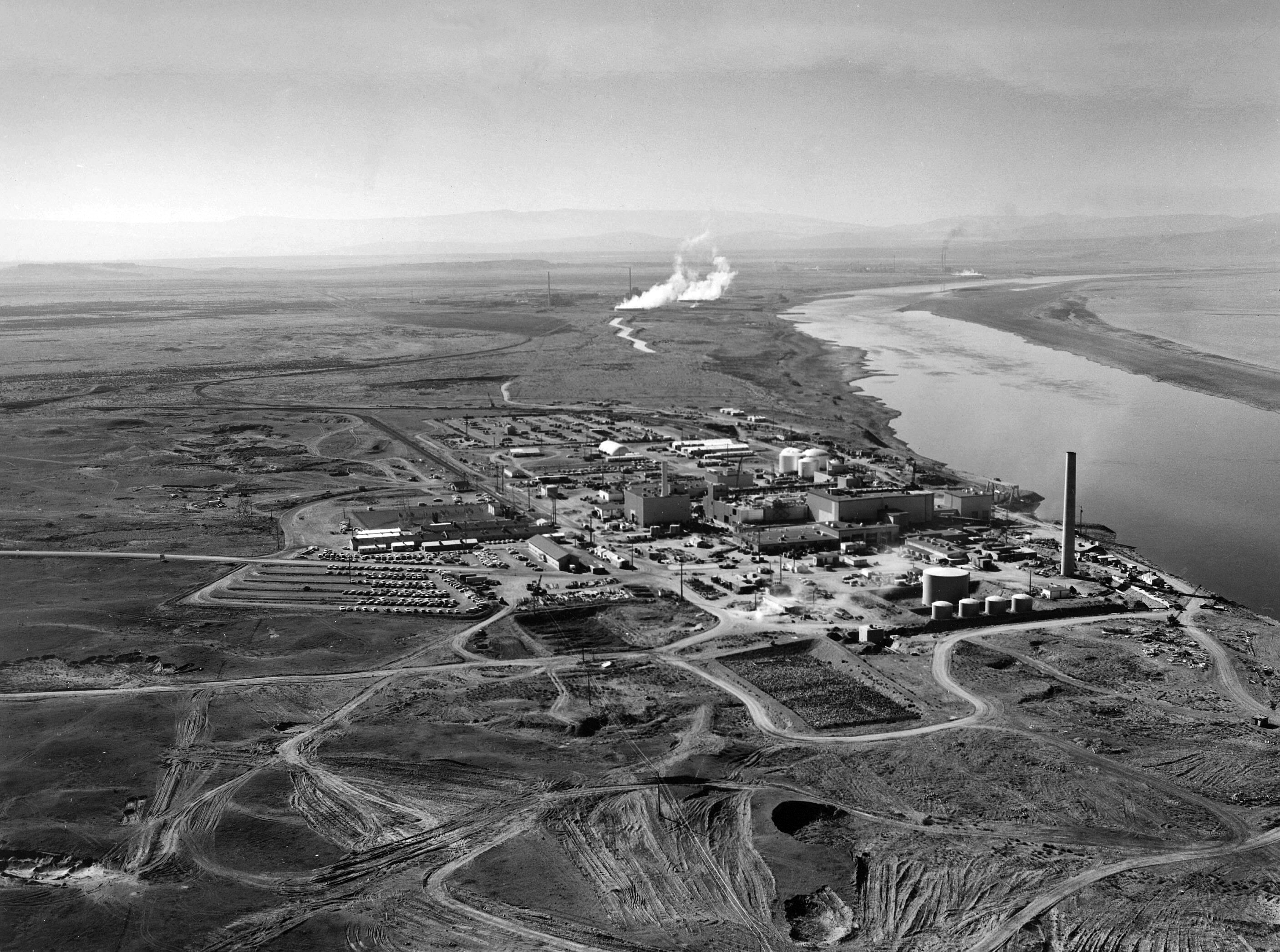
Các lò phản ứng hạt nhân của Trung tâm Hanford dọc con sông.

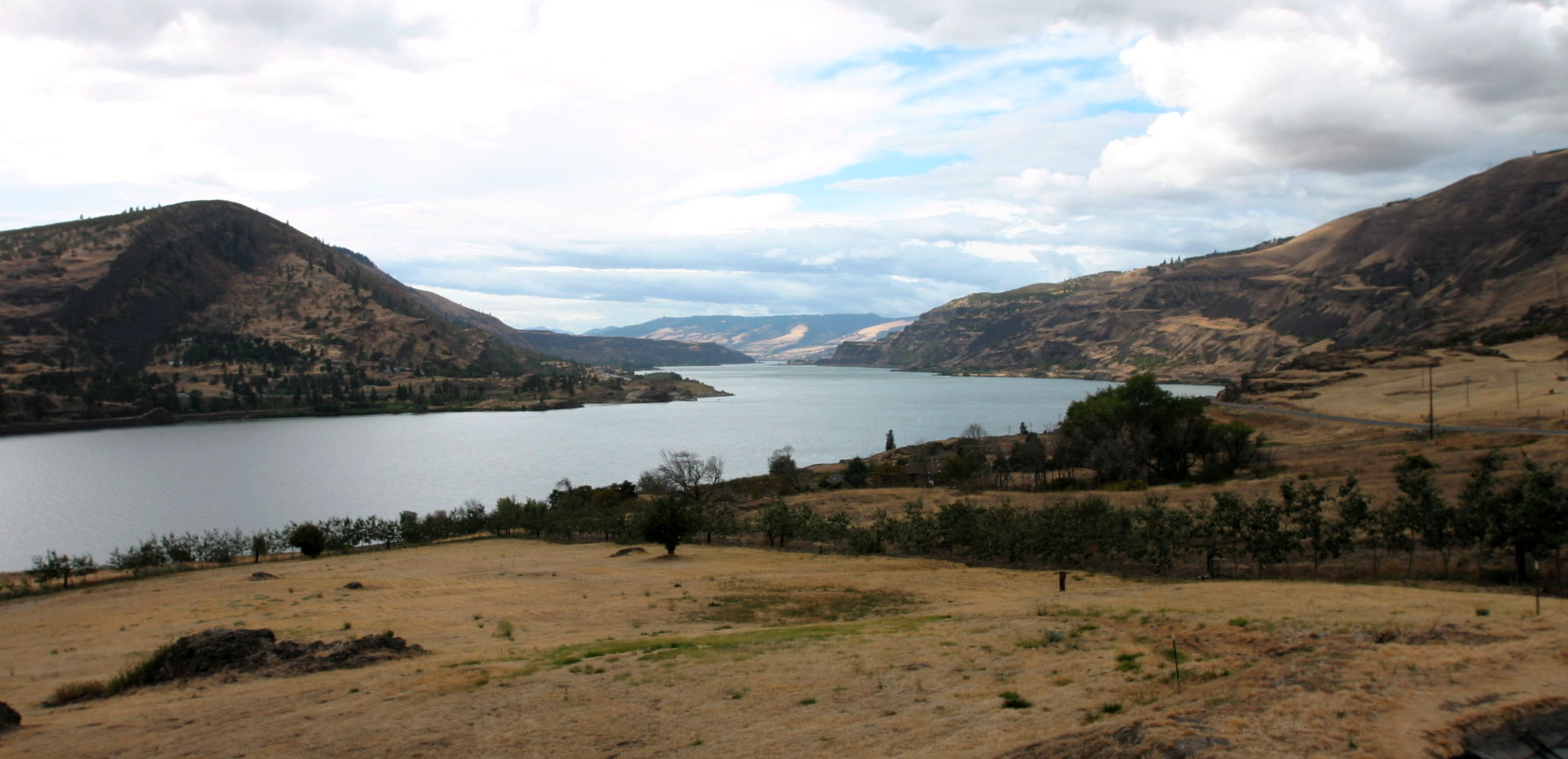
Sông Columbia gần The Dalles, Oregon

Đập Grand Coulee ban đầu được dự định xây dựng chủ yếu dành cho tưới tiêu nhưng sau đó được thiết kế để sản xuất thủy điện với công suất lớn khi Chiến tranh thế giới thứ hai leo thang. Năng lượng này được sử dụng để cung cấp nhiên liệu cho Trung tâm Hanford được xây dựng trong thập niên 1940 ở đông nam tiểu bang Washington. Đây là một phần của Dự án Manhattan, trung tâm phục vụ như một cơ sở sản xuất plutoni với 9 lò phản ứng hạt nhân và các cơ sở có liên quan. Phần lớn các cơ sở này đã bị đóng trong thập niên 1960. Trung tâm này hiện dưới quyền kiểm soát của Bộ Năng lượng Hoa Kỳ và gồm nhiều khu cần phải dọn dẹp chống ô nhiễm do chính phủ liên bang tài trợ.
Các cuộc nghiên cứu của Cục Bảo vệ Môi trường Hoa Kỳ và các chương trình theo dõi của tiểu bang đã tìm thấy rằng rác thải hạt nhân đã làm ô nhiễm nước sông Columbia, gây ra một mối đe dọa về nước uống của các cộng đồng dân cư ở hạ nguồn.
Ngoài các rác thải hạt nhân, vô số các chất ô nhiễm khác cũng đã được tìm thấy trong dòng sông. Những chất ô nhiễm này bao gồm thuốc trừ sâu, vi trùng, asen, dioxin, và biphenyl đa clo hóa (PCB.)
Các cuộc nghiên cứu cũng đã tìm thấy lượng chất độc đáng kể trong cá và vùng nước chúng sinh sống trong lưu vực. Sự tích tụ các chất độc trong cá đe dọa sự sống còn của các loài cá. Con người khi ăn các loại cá nhiễm độc này cũng sẽ gặp vấn đề đối với sức khỏe.
Chất lượng nước cũng là một nhân tố quan trọng trong sự sinh tồn của các loài hoang dã, cây cỏ sống trong lưu vực sông Columbia. Các tiểu bang, các bộ lạc người bản thổ và chính phủ liên bang đang cùng nhau nỗ lực chấn chỉnh và cải thiện chất lượng nước, đất, không khí của lưu vực sông Columbia và đồng thuận làm việc với nhau để nâng cao và hoàn thiện nỗ lực chấn chỉnh hệ sinh thái. Một số công tác quan trọng hiện nay đang được tiến hành, bao gồm cảng Portland tại hạ nguồn, Hanford tại trung nguồn và hồ Roosevelt tại thượng nguồn.
Những người hoạt động về môi trường đã kêu gọi dỡ bỏ một số đập nước trên hệ thống sông Columbia trong nhiều năm qua. Trong số 227 đập chính trong lưu vực sông Columbia, 4 đập trên hạ lưu sông Snake thường được chỉ định dỡ bỏ nhất. Các đập này và hồ của chúng hiện nay đã làm hạn chế sự tái phục đàn cá hồi thượng nguồn lên sông Salmon và sông Clearwater, Trong lịch sử, sông Snake sản sinh trên 1,5 triệu cá hồi Chinook về mùa xuân và mùa hè. Con số này đã giảm xuống vài ngàn trong những năm gần đây. Các đập Hells Canyon của Công ty Điện lực Idaho không có thang cá (và không có lối cho cá con đi xuống hạ nguồn), và vì vậy không cho cá hồi ngũ sắc hoặc cá hồi di cư lên trên Hells Canyon. Năm 2007, đập Marmot trên sông Sandy là đập nước đầu tiên trong một số đập nước bị dỡ bỏ trong hệ thống sông Columbia.
Ngày 1 tháng 7 năm 2003, Christopher Swain của Portland, Oregon đã trở thành người đầu tiên lội suốt chiều dài của sông Columbia trong một nỗ lực tạo sự chú ý của công chúng về sự ô nhiễm của con sông.

## Phụ lưu
|                   | \| Sông nhánh \| Lưu lượng trung bình \| Lưu lượng trung bình \| \| ----------------- \| -------------------- \| -------------------- \| \| Sông nhánh \| m³/s \| ft³/s \| \| Sông Snake \| 1.611 \| 56.900 \| \| Sông Willamette \| 1.010 \| 35.660 \| \| Sông Kootenay \| 867 \| 30.650 \| \| Sông Pend Oreille \| 788 \| 27.820 \| \| Sông Cowlitz \| 261 \| 9.200 \| \| Sông Spokane \| 190 \| 6.700 \| \| Sông Deschutes \| 170 \| 6.000 \| \| Sông Lewis \| 136 \| 4.800 \| \| Sông Yakima \| 100 \| 3.540 \| \| Sông Wenatchee \| 91 \| 3.220 \| \| Sông Okanogan \| 86 \| 3.050 \| \| Sông Kettle \| 83 \| 2.930 \| \| Sông Sandy \| 64 \| 2.260 \| |                      |
| Sông nhánh        | Lưu lượng trung bình | Lưu lượng trung bình |
| Sông nhánh        | m³/s | ft³/s                |
| Sông Snake        | 1.611 | 56.900               |
| Sông Willamette   | 1.010 | 35.660               |
| Sông Kootenay     | 867 | 30.650               |
| Sông Pend Oreille | 788 | 27.820               |
| Sông Cowlitz      | 261 | 9.200                |
| Sông Spokane      | 190 | 6.700                |
| Sông Deschutes    | 170 | 6.000                |
| Sông Lewis        | 136 | 4.800                |
| Sông Yakima       | 100 | 3.540                |
| Sông Wenatchee    | 91 | 3.220                |
| Sông Okanogan     | 86 | 3.050                |
| Sông Kettle       | 83 | 2.930                |
| Sông Sandy        | 64 | 2.260                |